# Euspondylus chasqui
Euspondylus chasqui là một loài thằn lằn trong họ Gymnophthalmidae. Loài này được Chávez, Duran & Venegas mô tả khoa học đầu tiên năm 2011.